# Dendropemon emarginatus
Dendropemon emarginatus är en tvåhjärtbladig växtart som först beskrevs av Olof Swartz, och fick sitt nu gällande namn av Carl Ludwig von Blume. Dendropemon emarginatus ingår i släktet Dendropemon och familjen Loranthaceae. Inga underarter finns listade i Catalogue of Life.